# Pacific Tri-Nations 1984
Das Pacific Tri-Nations 1984 war die dritte Ausgabe des Rugby-Union-Turniers Pacific Tri-Nations. Dabei spielten die Nationalmannschaften von Fidschi, Westsamoa und Tonga um den Titel des Ozeanien-Meisters. Nach drei Spielen, in denen die drei Teilnehmer jeweils einmal gegen die beiden anderen Teams antraten, sicherte sich Fidschi zum zweiten Mal den Titel.

## Tabelle
|    | Land      | Spiele | Siege | Unent. | Ndlg. | Spiel- punkte | Diff. | Tabellen- punkte |
| -- | --------- | ------ | ----- | ------ | ----- | ------------- | ----- | ---------------- |
| 1. | Fidschi   | 2      | 1     | 0      | 1     | 27:26         | + 1   | 2                |
| 2. | Westsamoa | 2      | 1     | 0      | 1     | 20:21         | − 1   | 2                |
| 3. | Tonga     | 2      | 1     | 0      | 1     | 20:20         | ± 0   | 2                |

Anmerkung: Ausschlaggebend für die Platzierung war nicht die Punktedifferenz, sondern die Anzahl erzielter Versuche.

## Ergebnisse
| 30. Juni 1984 | Fidschi                                                                    | 17 : 10       | Westsamoa                                | National Stadium, Suva Schiedsrichter: Robert Francis (Neuseeland) |
| 30. Juni 1984 | Versuche: Rakoroi Rauluni (2) Erhöhungen: Tabualevu Straftritte: Tabualevu | (7:6) Bericht | Versuche: Sua Straftritte: Ropati Salesa | National Stadium, Suva Schiedsrichter: Robert Francis (Neuseeland) |

| 4. Juli 1984 | Westsamoa | 10 : 4 | Tonga | National Stadium, Suva |
| 4. Juli 1984 | Bericht   |        |       | National Stadium, Suva |

| 7. Juli 1984 | Fidschi                                                            | 22 : 12        | Tonga                                       | National Stadium, Suva Zuschauer: 10.000 Schiedsrichter: Alexander MacNeill (Australien) |
| 7. Juli 1984 | Versuche: Laulau Niuqila (2) Yalayala Straftritte: Nawalu Yalayala | (15:6) Bericht | Versuche: Liavaʻa Maʻu Erhöhungen: Nuku (2) | National Stadium, Suva Zuschauer: 10.000 Schiedsrichter: Alexander MacNeill (Australien) |